# Champagne (province)
Pour les articles homonymes, voir Champagne.

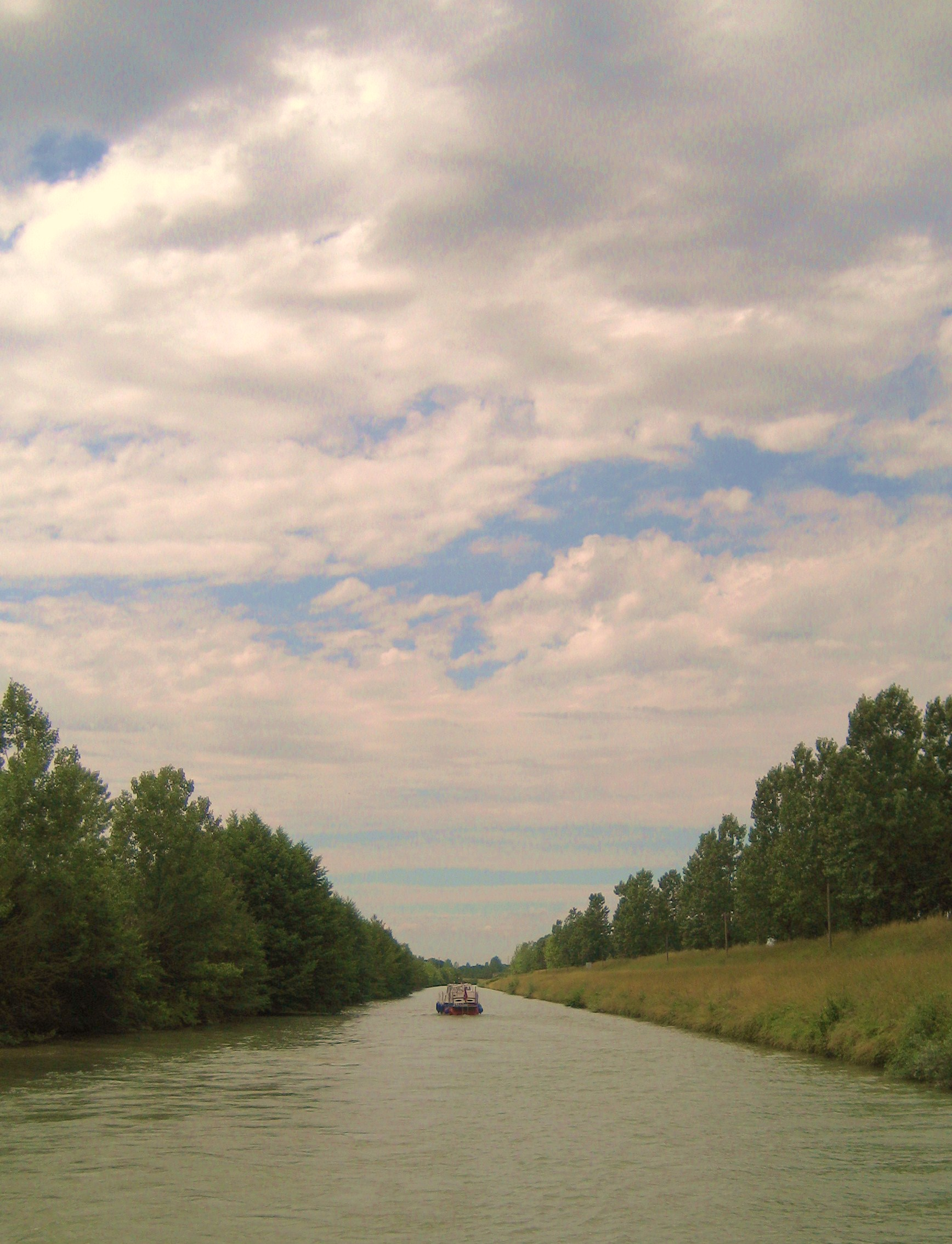
La Marne à travers la Champagne

La Champagne est une région historique et culturelle, au nord-est de la France, à la frontière avec la Belgique. Elle s'est formée en 1065 à partir d'un comté palatin par la réunion autour de Provins, troisième métropole du royaume de France, de comtés issus du démantèlement de la fraction occidentale de l'Austrasie mérovingienne.
Elle recouvrait l'ancienne région administrative Champagne-Ardenne, le sud du département de l'Aisne, le nord du département de l'Yonne, et la majeure partie du département de Seine-et-Marne jusqu'à la Brie française. Elle s'étendait à l'ouest sur la Brie mouvante, qui est située entre le cours supérieur de l'Yerres (D20 et D49 approximativement) et la via Agrippa (D209). Au nord, la frontière changeante avec la Principauté de Liège incluait Sugny et excluait Givet. Son terroir a donné son nom au vignoble de Champagne.
Le nom de Champagne, écrit Champaigne pour une prononciation identique, apparaît au Bas Moyen Âge et renvoie aux Campanenses, les Champenois mentionnés sous ce nom latin une première fois au haut Moyen Âge. L'extension future du comté de Champagne et sa zone géographique naturelle correspondent alors à six diocèses issus de l'Antiquité, ceux des Lingons de Langres, des Sénons de Sens, des Tricasses de Troyes, des Rèmes de Reims, des Meldes de Meaux et des Catalaunes de Châlons.
Cette province devient au Moyen Âge un pôle économique majeur en Occident grâce aux foires de Champagne qui se succèdent dans ses différentes villes tout au long de l'année. À la cour de Champagne avide de raffinement, celle entre autres de Thibault de Champagne, l'importateur de la rose des parfums dite Rose de Damas, les premiers écrivains français, tel Chrétien de Troyes, inventent la littérature courtoise et érigent la langue vulgaire au rang de standard culturel. En 1129, les comtes de Champagne, protecteurs des juifs tel Rachi, se dotent de la plus prestigieuse des abbayes, le Paraclet, et du premier réseau bancaire. Pairs de France ayant régné un temps sur l'Angleterre, ils jouent, jusqu'à la réunion au domaine royal en 1284 et la ruine organisée par Philippe le Bel, un rôle politique au moins aussi important que celui des évêques de Reims, qui sacrent le roi de France.

## Étymologie
Le nom commun champagne est l'ancien français de campagne, lequel en est un doublet savant et italianisant apparu à la Renaissance. C'est aujourd'hui un toponyme désignant un paysage d'étendue ouverte et crayeuse, le plus souvent une plaine, comme l'illustre l'exemple de la Champagne crayeuse, mais pas nécessairement, cela peut être un plateau. Il a ainsi donné son nom à différents lieux ou régions, telles la champagne berrichonne, la champagne de Saintonge ou la champagne genevoise, mais la plus connue reste la région de Champagne.
Le nom de la Champagne apparaît pour la première fois en 1065 quand Thibaud de Blois s'intitule comte de Champagne. Il le fait en spoliant son neveu Eudes de ses comtés, le comté de Troyes et le comté de Meaux. Thibaud signifie par là deux choses. Premièrement, il réunit définitivement les deux comtés de Troyes et de Meaux et son intention est qu'ils ne soient plus transmis séparément. Deuxièmement, ayant perdu la Touraine en 1044, il se détourne de la vallée de la Loire, l'antique Neustrie dont son arrière-grand-père Thibaud s'était proclamé « gouverneur » souverain et le domaine de prééminence de la Maison de Blois, pour fonder un nouveau domaine auquel il donne un nouveau nom, la Champagne.
Quant à la cour des comtes de Blois, ce terme de champagne est érigé en nom propre, dans la seconde moitié du XIe siècle donc, c'est par hypostase d'un terme latin et rarissime, Campanenses, qui désigne « ceux qui habitent dans la plaine » en une référence spécifique et séculaire à la plaine de la future Champagne mais aussi peut être par une allusion savante à l'idyllique Campanie. Le nom commun correspondant désigne alors une grande étendue de pays plat, et s'oppose à montagne.

## Blason et devise

D'azur à la bande d'argent coticée d'or

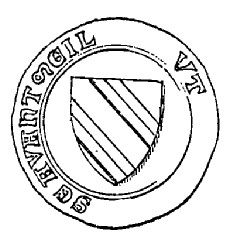
Champagne ancien, tel qu'il figure en août 1255 sur un contre sceau de la régente Marguerite de Bourbon.

Les armes de Champagne moderne sont issues de Champagne ancien, d'azur à la bande d'argent coticée d'or.
C'est une brisure de Blois, fondateurs de la Champagne devenus pairs de France. Blois portait d'azur à la bande d'argent, armes conservées telles quelles par les deux premiers comtes de Sancerre.
Champagne ancien semble avoir été utilisé jusqu'au milieu du XIIIe c'est-à-dire la fin de la guerre de succession de Champagne sous le règne de Thibaud le Chansonnier.
Les cotices ont été tardivement jumelées et respectivement potencées et contre potencées. Différentes variations des cotices ont été pratiquées par différents souverains de Champagne, chacun individualisant le blason. Par exemple, Thibaut de Navarre, dans la seconde moitié du XIIIe, adopte des cotices à l'enquerre en forme de vagues grecques. Ces détails n'apparaissent pas sur les petits sceaux, qui montrent alors le Champagne ancien.
La devise de Champagne est « Passavant ». Chacun des comtes de Champagne la reprend suivie d'un complément qui l'individualise. Thibaud le Chansonnier criait « Passe avant là Thiebaut », jeu de mots qui semble signifier « Là, Thibaud marche en tête » et sous entend « Dans cet acte, le service de l'état passe avant la personne du souverain ». Ce complément devient « … meilleur » dans la devise féministe de la régente Marguerite de Bourbon. C'est la formule reprise par les édiles de la ville de Troyes.

## Géographie et composition
La Champagne, à l'instar de plusieurs provinces, se subdivise en divers pays traditionnels. On peut la subdiviser ainsi, :
- Réthelois, ou Réthelais (autour de Rethel, Charleville-Mézières, Rocroi et Sedan) ;
- Rémois (autour de Reims) ;
- Brie champenoise subdivisée en :
  - Haute-Brie (autour de Meaux) ;
  - Brie-Pouilleuse ou Pays de Galvesse (autour de Château-Thierry) ;
  - Basse-Brie (autour de Provins) ;
- Champagne propre (autour de Troyes et Châlons-en-Champagne) ;
- Perthois (autour de Vitry-le-François) ;
- Vallage (autour de Joinville) ;
- Bassigny (autour de Langres) ;
- Sénonais (autour de Sens) ;

## Histoire

La Champagne dans ses limites du XVIIIe siècle avec les communes et départements actuels

### La formation de la Champagne

#### La préhistoire de la Champagne
Groupe de Cerny.

#### La protohistoire de la Champagne
Tombe de Troyes.

#### L'héritage antique
La formation d'un état champenois remonte au Moyen Âge central, à la suite de la poussée démographique de l'an mil, mais sa géographie naturelle et son exploitation économique tendent à la regrouper au sein des mêmes intérêts politiques et familiaux dès le traité de Verdun, qui instaure deux états séparés par la frontière de la Meuse. Le processus aboutit à l'érection du comté de Champagne en 1065.
Le territoire de ce comté regroupe alors celui de trois subdivisions de l'ancienne Gaule :
- la cité des Tricasses, clients des Lingons,
- celui des Meldes, clients des Suessions,
- la cité des Rèmes, qui inclut les Catalaunes,

Sous le Dominat, ce territoire était réparti entre la Belgique, pour la partie correspondant au diocèse de Reims qui s'étend sur les actuels départements des Ardennes et de la Marne, la Sénonaise, qui s'étend jusqu'à Paris, et la Lyonnaise (Lyonnaise I), future Bourgogne. Cette division antique traverse les siècles par le maintien de frontières archidiocésaines identiques. Aux XIe et XIIe siècles, elle est transcrite en droit féodal. Le comte de Champagne reconnait alors trois suzerains principaux, le roi, l'archevêque de Reims, le duc de Bourgogne, auxquels des extensions territoriales secondaires ajoutent entre autres l'archevêque de Langres et l'Empereur, sans compter les possessions en dehors de la Champagne elle-même.

#### La Champagne mérovingienne et carolingienne (500-870)

Les pagis bourguignons au IXe siècle. On remarque que le sud de la province de Champagne dépend alors de l'influence bourguignonne.

En 511, lors du partage de la Gaule entre les quatre fils de Clovis, ce territoire est, avec celui de la future Lorraine, au cœur de l'Austrasie, constituée au profit de l'aîné, Thierry. En 566, le neveu de Thierry, Sigebert Ier, prive Reims du statut de capitale au profit de Metz. Déjà cinq ans plus tôt, en 561, à la mort du cadet Clotaire le Vieux, le fils de celui-ci, Gontran, obtient le rattachement du Troyes austrasien à la Bourgogne. Avec le Brenois, le Blaisois, le Bolesnois et le Barrois (celui d'Arc et non de Bar-le-Duc, qui n'existait pas à l'époque), il y restera jusqu'au Partage de Verdun en 843 puis sous le règne des ducs de Bourgogne successifs.
En 837, Aleran, comte de Troyes fonde l'abbaye de Montiéramey. En 852, Charles le Chauve confie le comté à Eudes. De 843 à 855, le territoire champenois, excepté donc cette partie de Bourgogne qu'est alors le comté de Troyes, est inclus à la suite du traité de Verdun dans l'éphémère Francie médiane puis, en vertu du traité de Prüm dans la tout aussi éphémère Lotharingie. En 858, c'est l'archevêque de Reims Hincmar qui met un terme à l'invasion de la Francie occidentale par Louis le Germanique. Le comté de Troyes est alors confisqué à Eudes, qui a soutenu l'Empereur. En 870, le traité de Meerssen donne le reste du territoire champenois resté lotharingien à Charles le Chauve, roi de France (« Francia »), la séparant ainsi définitivement de la future Lorraine impériale avec laquelle elle formait la première Austrasie.

#### Agrégation de comtés par les herbertiens (871-1020)
En 871, Eudes de Troyes récupère légalement le comté de Troyes qui avait été confisqué à son père Eudes. Par le mariage de son frère, Robert Porte Carquois, qui lui succède à sa mort en 876, avec Gisèle, les comtes de Troyes entrent dans une alliance royale. Adalelme, le neveu de Robert Porte Carquois, dont la femme est morte prématurément sans laisser d'enfants, lui succède. En 894, Adalelme meurt à la guerre aux côtés de son frère Adémar d'Angoulême et le comté en déshérence revient légalement à son suzerain, Richard le Justicier, duc de Bourgogne.
En cette fin du IXe siècle, l'antique cité melde, comme elle avait appartenu à Soissons, appartient au comte de Vermandois, le nivelonide Thierry. Son héritier, Herbert de Vermandois, petit-fils par son père du roi carolingien des Lombards déchu Bernard, étend son territoire jusque sur le Vexin pour faire face à l'invasion normande. En 925, Herbert II, le fils d'Herbert de Vermandois, investit Reims et crée un comté de Reims au profit de son fils de cinq ans, Hugues. Six ans plus tard, l'usurpateur Raoul l'en chasse une première fois. En juillet 940, Hugues, désormais majeur et aidé de son père, reconquiert le Rémois puis le Rethelois, érigé en comté par Artaud de Reims, l'archevêque de Reims déchu, comme une position de repli défendue par le neveu de ce dernier, Manassès. Six ans plus tard, Hugues de Vermandois, son père ayant été pendu trois ans plus tôt, peine infamante, doit de nouveau renoncer à Reims à la suite de l'intervention de l'Empereur Otton, venu avec les troupes de Conrad de Bourgogne restaurer Louis d'Outremer sur le trône de Francie occidentale.
En 950, un des petits-fils d'Herbert, Robert de Meaux, épouse la petite fille de Richard le Justicier, Adélaïde, dite Werra. À la mort de son beau père Gilbert, comte principal des Bourguignons, en 956, il en hérite le comté de Troyes, qui se trouve désormais réuni au comté de Meaux qui lui était échu comme sa part d'héritage dix ans plus tôt. En 984, le fils de Robert, Herbert de Troyes, héritant de son oncle Herbert d'Omois, récupère l'Omois et agrandit le domaine familial du comté de Reims dont son autre oncle, Hugues de Reims, avait été dépossédé par l'Empereur au profit de l'archevêque de Reims.
En dépit de cette instabilité aristocratique, à l'aube du millénaire, l'école cathédrale de chapitre de Reims, dont Gerbert d'Aurillac est écolâtre de 972 à 982, devient un centre intellectuel de premier plan. En moins d'un siècle et demi, les Vermandois herbertiens ont rassemblé les trois comtés fondamentaux de la future Champagne. Deux générations plus tard, l'un de leurs héritiers va s'efforcer de les dominer à lui seul.

#### Rivalité entre thibaldiens et capétiens (1021-1124)

Les grands vassaux de France et la Bretagne en 1035. En jaune, les fiefs de Blois, Champagne et Beauvaisis que possède Thibaud étranglant le domaine capétien, en bleu, que tient Robert.

En 1021, Eudes de Blois, héritier naturel du titre de son grand oncle, le comte de Reims, frère de sa grand-mère paternelle, hérite en outre de son cousin germain Étienne de Vermandois, sans descendance, des comtés de Troyes, Meaux, Omois et Vitry. Le comte palatin Eudes est le petit-fils de Thibaud de Blois, rival en son temps du marquis Hugues le Grand, et qui s'était proclamé gouverneur de Neustrie affranchi de tout suzerain. Thibaud avait vu sa prééminence éphémère sur la Francie occidentale ravie par le fils d'Hugues le Grand, Hugues Capet, reconnu en 960 duc des Francs par son cousin germain, le roi Lothaire. La réunion du futur territoire de la Champagne dans la main d'un thibaldien menace le capétien Robert le Pieux.
Deux ans plus tard l'archevêque de Reims, Ebles de Roucy, pousse le roi à saisir au profit de l'archevêché le temporel du comté de Reims. La commise est prononcée sans que personne ait les moyens de la faire appliquer mais cela suffit pour obliger les vassaux à prêter hommage à l'archevêque, élevé au rang de pair en 1060. Comme l'atteste un siècle plus tard la « grande charte champenoise », la mainmise ecclésiastique sur la partie nord de la Champagne la voue à la viticulture, spécialité confiée aux monastères, non seulement parce qu'ils fournissent le vin de messe, dont le marché annuel fait l'objet de contrats très importants, mais aussi parce qu'ils valorisent des terres inadaptées à la culture du blé.
L'immense diocèse rémois, parce que les possessions ecclésiastiques y sont considérables, échappe ainsi durablement avec la ville du sacre à la future maison de Champagne. Celle-ci doit se contenter de réunir le comté de Meaux et celui de Troyes, qui ne sont reliés que par le bourg de Douze Ponts. Le titre de comte de Champagne pour désigner la suzeraineté sur cet ensemble est attesté à partir de 1065, à l'époque du petit-fils d'Eudes de Blois, Eudes de Champagne, puis de l'oncle de celui-ci, Thibaud de Blois, après qu'il a spolié son neveu. L'usage est probablement antérieur mais n'est pas documenté. Il est repris en 1102 par le benjamin d'Eudes de Champagne banni, Hugues de Champagne, lequel, déshéritant son propre fils, le transmet en 1125 au petit-fils du même oncle Thibaud de Blois, Thibaud le Grand, dont le cadet, Étienne de Blois, deviendra roi d'Angleterre.
Pour autant, le comte de Champagne exerce son influence sur le rémois en manœuvrant ses alliances, comme en 1107 quand il annule l'investiture de Gervais de Rethel à l'archevêché de Reims décidée par le roi.

### Le comté de Champagne

#### Le pôle champenois des Blois (1125-1151)

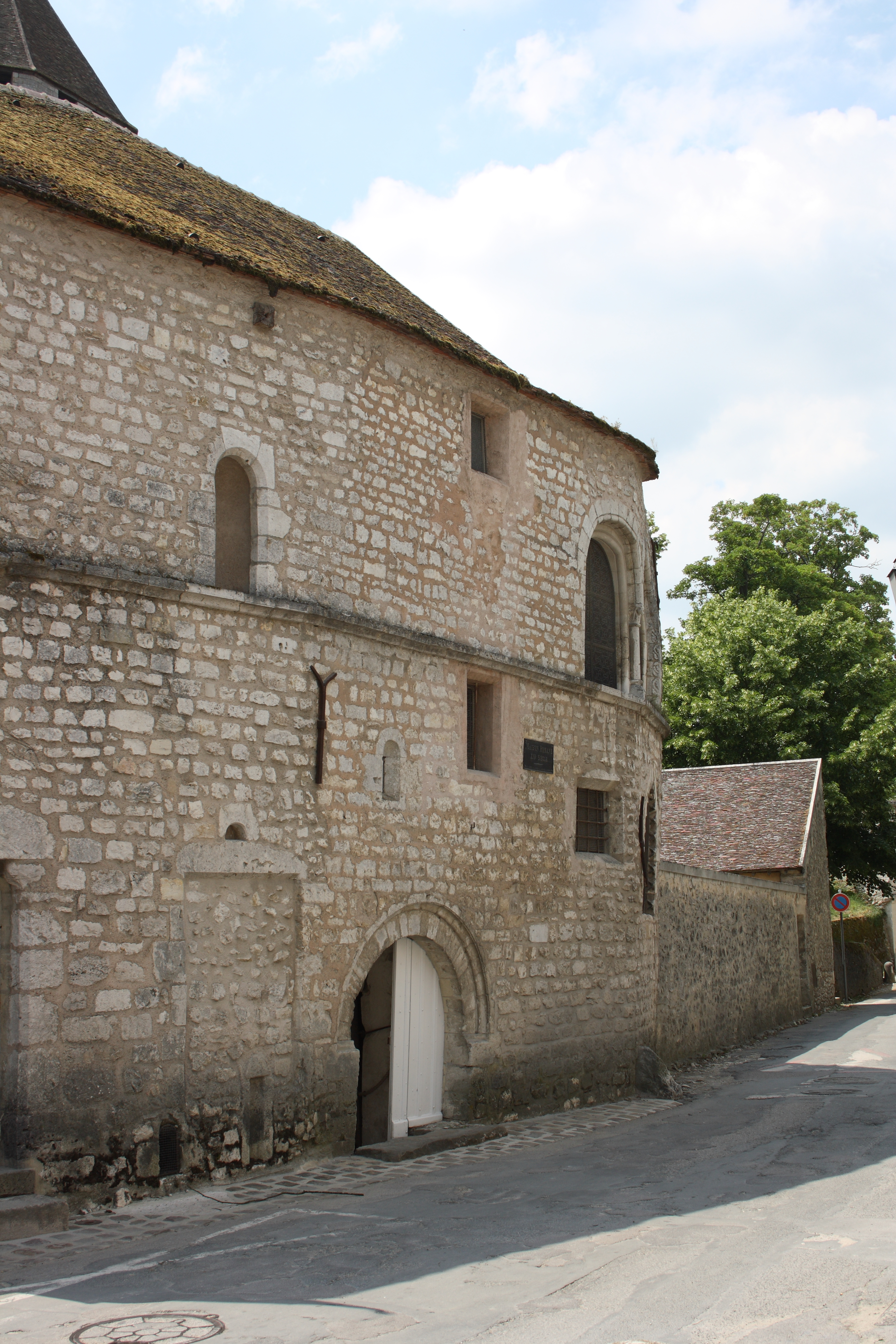
Maison romane supposée avoir été une des trois synagogues de Provins. Les foires de Champagne prospèrent grâce à des réseaux internationaux animés principalement par des cahorsins, des lombards et des juifs.

Thibaud le Grand est le fils d'Adèle de Normandie, sœur du roi d'Angleterre Henri et femme savante qui illustre le règne des femmes provoqué par le départ des maris en croisade et la naissance de la société courtoise. Elle exerce la régence sur le double domaine de la Maison de Blois, val de Loire et Champagne, jusqu'en 1120. C'est l'époque où, les juifs bénéficiant en Champagne d'une relative tolérance, prospèrent les tossafistes.
Émancipé, Thibaud le Grand jouit d'une administration sans égale et d'un réseau d'alliés fiable qui lui permet d'étendre sa suzeraineté sur de nombreuses seigneuries dans le diocèse de Reims et sur le port clef de Nogent. Il négocie avec l'abbaye de Saint-Denis les donations de fiefs qu'elle ne maîtrise plus depuis les invasions normandes mais qui fournissent de nouveau Paris en blé. En 1129, au concile de Troyes, il fonde avec Hugues de Payns l'ordre du Temple, qui devient en quelques décennies le premier réseau bancaire. Avec Pierre Abélard, il fonde la même année une abbaye de prestige, le Paraclet. Sous la direction d'Héloïse refondant la liturgie, l'abbaye devient le premier centre de production musicale de son temps et la première école pour femmes.
Ce n'est qu'à la génération suivante, en 1152, à l'avènement de son fils aîné Henri le Libéral, que la Champagne devient un état distinct, le domaine de Blois revenant au cadet.

#### La Champagne thibaldienne (1152-1283)

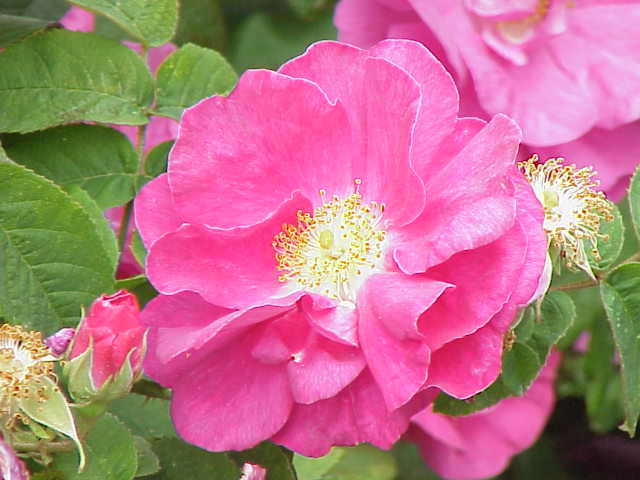
Rosa gallica officinalis dite rose de Provins, symbole du raffinement de la cour champenoise. La génétique ne permet pas de déterminer le rôle exact d'une rose qui aurait été importée en 1254 dans l'élaboration de l'hybride Rosa damascena. La rose de Provins elle-même, associée à la médecine, par exemple sous forme de confits, véhiculait une image d'avant garde. Des coussins de pétales séchés étaient offerts aux rois et archevêques pour marquer leurs visites. Leur prix dépassait celui d'un poids équivalent en or.

Henri le Libéral recueille le bénéfice des alliances de sa mère Mathilde de Carinthie avec les cours les plus importantes et plus encore des institutions mises en place en 1147 par son père Thibaud le Grand :
- le marc de Troyes, qui sert à étalonner le denier et la livre de Provins, monnaie de référence dans les échanges commerciaux entre le port de Boulogne et Milan, en usage depuis la première moitiè du IXe siècle, et lui garantit désormais un bon aloi.
- l'once troy, unité de mesure des métaux précieux et des épices utilisée comme référence dans tout l'Occident,
- le conduit, qui est une caisse d'assurance à laquelle cotisent les marchands important et exportant par les foires de Champagne,
- le garde-foire, chambre d'enregistrement des écritures comptables et tribunal de commerce itinérant.

Elles contribuent à faire de la Champagne la province la plus prospère de l'époque. Six fois plus populeuse qu'aujourd'hui, Provins est alors la troisième ville de France, après Paris et Rouen. Le comte de Champagne est plus riche que son suzerain, le roi de France. À la cour de la régente Marie de France, Chrétien de Troyes, Gace Brulé, Gautier d'Arras, Guyot de Provins, Huon d'Oisy, Geoffroi de Villehardouin, abandonnant le latin aux moines, font émerger, un siècle après l'exemple normand de Turold comme en écho à leur contemporaine la poétesse Marie, une littérature en langue vulgaire.
Le fils aîné du comte et de la comtesse, Henri, est élu en 1192 roi de Jérusalem. En 1201, le neveu et successeur de celui-ci, Thibaud le Chansonnier, hérite de son père mort quelques jours avant sa naissance la pairie de France et de sa mère le royaume de Navarre. C'est à celle-ci qu'échoit, trois ans après la mort de Marie de France, la régence. Elle fixe à Provins sa résidence et celle de ses successeurs. La capitale comtale devient une ville spécialisée dans le « ners de Provins », étoffe de laine produite par les innombrables moutons de la « Champagne pouilleuse », puis teinte en noire dans le Durteint et certifiée par le sceau de la corporation des maîtres tisserands. Elle devient aussi la capitale de la mode, qui est dessinée en Italie et portée tant à la cour qu'à la ville.
Les guerres de succession de Champagne provoquent en 1226 l'érection d'une des plus formidables enceintes fortifiées de l'époque, le rempart de Provins, achevé dix ans plus tard. La succession réglée en 1234, la prospérité revient au prix d'une dévaluation de la livre de Provins. En 1254, la cour de la régente Marguerite de Bourbon, troisième femme de feu Thibaud le Chansonnier, reçoit, dit la tradition, Robert de Brie de retour de croisade, lequel a dans ses bagages un plant de rose de Damas. Des boutures du cultivar odorant sont remises aux nobles visiteurs et se diffuse dans toutes les cours d'Europe.
En 1276, Blanche d'Artois, belle fille de feue Marguerite de Bourbon, veuve depuis deux ans et régente à son tour, épouse Edmond de Lancastre. Prince consort pendant huit ans, c'est ce frère du roi Édouard qui décide de porter sur ses armes la rose de Provins, que la seconde Maison de Lancastre prendra en 1485 comme emblème de sa victoire contre la Maison d'York à la fin de la guerre des Deux Roses, la rose de Lancastre.

#### La Champagne capétienne (1284-1453)
La Champagne est réunie au domaine royal à la suite du mariage prononcé le 14 août 1284 entre Jeanne de Navarre et l'héritier du trône Philippe le Bel, prince de seize ans qui accède au trône de France l'année suivante. Le comté de Champagne conserve une existence juridique jusqu'à la mort de celui-ci en 1314 et c'est son fils Louis X le Hutin, en tant qu'unique héritier tant du trône que de la principauté champenoise, qui rattache cette dernière au domaine royal. Auparavant, le gouvernement de Philippe le Bel s'empressa, pour renflouer les caisses du royaume en déficit, de ruiner le commerce champenois non seulement en spoliant et détruisant le principal réseau bancaire sur lequel il s'appuyait, l'ordre du Temple, mais en décrétant des impôts successifs pour les nombreux juifs champenois, 25 000 livres comme « don de joyeux » pour fêter son avènement en 1285, des tailles arbitraires en 1288, 1291, 1293, 1296, une taille majorée de 14 % en 1298, de nouveau des tailles confiscatoires en 1299, 1300 et 1301.
Cependant, avec l'extinction des capétiens directs, si le trône revient à Philippe VI de Valois, le comté de Champagne tout comme le royaume de Navarre reviennent de jure à Jeanne II. Néanmoins, Philippe VI ne souhaite laisser sa cousine trop puissante et lui retire le contrôle du comté de Champagne et de Brie. En avril 1328, le grand conseil assemblé à Saint-Germain-en-Laye adoube la décision du roi,. Jules Viard décrit cette ultime union ainsi :

« Les droits que Jeanne tenait de son aïeule et de son père ne s’étendaient pas seulement sur la Navarre, mais encore sur la Champagne et la Brie. Ces deux provinces formaient comme le prolongement de l’Ile-de-France vers l’est, c’est-à-dire vers l’e-Empire, et leur rattachement au domaine royal accroîtrait sa force en même temps que se sécurité. Aussi Philippe le Long, par les traités du 17 juillet 1316, du 27 mars 1318 et Charles IV le Bel, par des lettres du mois de janvier 1328,, avaient-ils cherché par d’habiles transactions à ménager leur réunion à la couronne ; Philippe de Valois n’eut qu’à suivre leurs traces. Les négociations furent longues et de nombreux pourparlers eurent sans doute lieu, car ce fut seulement le 14 mars 1336 qu’à Villeneuve, près d’Avignon, le traité définitif de l’abandon de la Champagne et de la Brie au roi et à ses successeurs fut conclu. En échange de ces provinces, Philippe VI donnait à Jeanne, reine de Navarre, et à son époux :
1. les comtés d’Angoulême et de Mortain,
2. 5 000 livres tournois de rente annuelle et perpétuelles à prendre sur le Trésor à Paris,
3. 3 000 livres tournois de rente à prendre sur le Trésor, en attendant qu’on leur fit assiette sur des terres ;
4. 7 000 livres parisis également de rente à prendre aussi sur le Trésor, pour 70 000 livres parisis que le roi leur avait données.

Ils tiendraient le tout de la couronne de France en baronnie et pairie, à une foi et hommage avec les comtés d’Angoulême et de Mortain. Ainsi fut accomplie la réunion irrévocable de la Champagne et de la Brie à la France, un peu plus de cinquante ans après que Philippe III le Hardi l’avait préparée par le mariage de son fils Philippe le Bel, avec Jeanne, reine de Navarre et comtesse de Champagne et de Brie. »

La Champagne, épargnée dans un premier temps, est profondément touchée à partir de 1358 par la guerre de Cent Ans, dont elle devient un des principaux champs de bataille parcourus par les routiers. Le 9 juin, les mercenaires d'Étienne Marcel et Charles de Navarre renforcés de Jacques assaillent Meaux. Sept mille Jacques sont jetés dans la Marne et Meaux est incendiée par les croisés du captal de Buch. Les pillages sont perpétrés loin dans les campagnes, comme à Nogent, incendié l'année suivante au terme d'une chevauchée du roi Édouard. Le 23 juin 1359 à Chaudefouace, la grande compagnie de Brocard de Fenestrange et la milice de l'évêque de Troyes Henri de Poitiers repoussent les troupes anglaises d'Eustache d'Abrichecourt dans Nogent et Ponts.
Le front se déplace à travers la Champagne. Les granges, usines agricoles qui rassemblent matériels et personnels, sont incendiées, les bâtiments isolés qui pourraient servir de bastions sont rasés, les campagnes désertées, la population qui survit à la peste noire se réfugie dans les villes, la circulation des marchandises et des personnes devient très risquée, la production agricole s'effondre et fait place à une économie de guerre. De 1417 à 1433, la capitale comtale est occupée par l'armée anglaise. Le traité de Troyes signé en 1420 ne fait que figer la situation et n'apporte pas la paix.

### La province de Champagne
1361 – 1790
Entités précédentes :
- Comté de Champagne

Entités suivantes :
- Aisne
- Aube
- Ardennes
- Marne
- Haute-Marne
- Seine-et-Marne
- Yonne

#### La Champagne de la Renaissance à la Révolution (1454-1790)

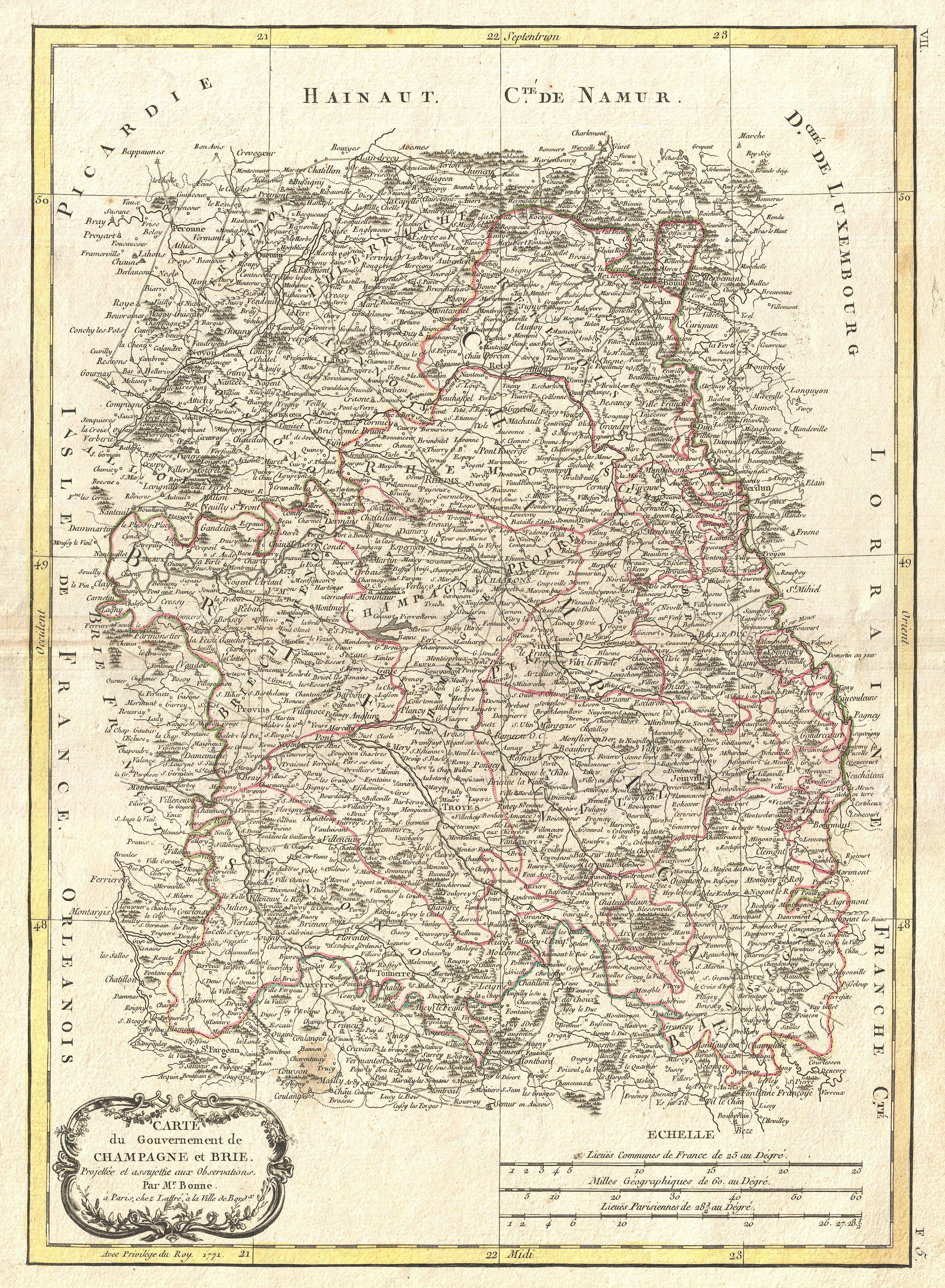
Carte du Gouvernement de Champagne et Brie en 1771 avec pour capitale Troyes.La circonscription administrative et militaire confiée à un gouverneur, représentant de l'exécutif, est divisée en Brie champenoise (Provins), Champagne propre (Châlons), Rémois (Reims), Rethelois (Rethel), Perthois (Vitry) et Vallage (Joinville). Y sont rattachés le Sénonais (Sens), le Bassigny (Langres), le Barrois (Bar-le-Duc), le Clermontois (Clermont-en-Argonne).

À la fin du XVe siècle, la Champagne est rattachée fiscalement à l'Île-de-France pour former la généralité d'Outre Seine et Yonne. Elle en est séparée en 1542 pour former la généralité de Champagne mais la Brie, avec Provins, reste dans la généralité de Paris tandis que Langres, antiquement bourguignonne, lui revient.
Les intendants de Champagne siègent à Châlons de 1615 à 1789. Leur circonscription subit au sein des Cinq Grosses Fermes la contrebande des faux-saulniers qui y revendent avec une plus-value, d'environ deux cents pour cent, le sel gemme de la Lorraine voisine, où la gabelle est abaissée par le régime fiscal de « salines ».

## Grandes batailles
La Champagne fut le théâtre de grandes batailles de l'histoire de France :
- La bataille de l'Aisne (anciennement l'« Axona ») vit la victoire des Romains sur les Belges conduits par Galba, roi des Suessions, désigné pour commander l'armée celto-germaine, en mai 57 av. J.-C. La capitale des Suessions, Noviodunum, fut prise en juin et Galba fut fait prisonnier. Depuis le XIXe siècle, le lieu de la bataille est identifié sur la commune de Berry-au-Bac où le camp de César a été retrouvé au lieu-dit Mauchamp.
- La bataille du Sabis (peut-être la Selle ou la Sambre) voit la deuxième victoire des Romains sur les Belges en 57 av. J.-C. après la bataille de l'Aisne en été. Jules César consacre une grande partie de son livre II des De Bello Gallico à la bataille. La bravoure des Belges met en péril l'armée romaine qui, cependant, finit par l'emporter.
- La bataille de Châlons (Châlons-en-Champagne) eut lieu en 274, sans doute vers mai-juin, entre les forces romaines de l'empereur Aurélien et celles de l'empereur gaulois Tetricus. Elle mit fin à cette sécession qui avait duré quinze ans (depuis 260) et qui avait divisé la partie ouest de l'Empire, en partie parce que celui-ci avait désormais recouvré toutes ses forces, et que cette division n'avait plus de raison d'être. Ceci, et selon le fait que les sources ont déclaré que Tetricus, lassé de son propre règne qui le mettait dans une position difficile, était passé du côté d'Aurélien avant la bataille, ont fait penser que celle-ci n'avait pas eu lieu. Mais les sources ne sont pas tout à fait claires et concordantes à ce propos.
- La bataille de Langres est un combat survenu en 298 à Langres, sur le territoire de la cité gallo-romaine des Lingons, opposant les Alamans et Romains commandés par le césar Constance Chlore.
- Bataille de Reims 356, victoire romaine.
- le 20 juin 451, la bataille des champs Catalauniques, (qui se situerait près du site actuel de Châlons-en-Champagne, ou près du site actuel de Troyes, en un lieu appelé « Campus Mauriacus », dans la plaine de Moirey, commune de Dierrey-Saint-Julien), où Attila fut battu par le général Aetius ;
- La bataille de Dormelles est un épisode de la guerre entre le roi de Neustrie Clotaire II et les petits-fils de la reine Brunehilde, Thierry II, roi de Burgondie et Thibert II, roi d'Austrasie.
- En 880, la Bataille d’Attigny oppose une coalition carolingienne à une armée de Boson, roi auto-proclamé de Provence.
- La bataille de Thiméon est une victoire remportée en 880 par Louis III, roi de Francie orientale, sur les Vikings de Godfred.
- Bataille de Montfaucon en Argonne. En 882, à la suite de la bataille de Saucourt-en-Vimeu, les Vikings continuent leurs raids, et mettent à sac le Hainaut, les environs de Laon et de Reims. En 883, c'est au tour de Saint-Quentin et d'Amiens d'être dévastés mais le comte Henri les bat près de Louvain. Cependant en 885, ils essayent de s'emparer de Paris qu'ils assiègent. Finalement, les assiégés obtiennent le départ des Vikings en échange d'une compensation de 700 livres, et d'un laissez-passer vers la Bourgogne afin de la piller. Après avoir mis à sac la Champagne, incendié Troyes et menacé Reims, Toul et Verdun, les Vikings sont battus par le roi Eudes de France le 24 juin 888 lors de la bataille de Montfaucon en Argonne (commune actuelle de Montfaucon-d'Argonne) en 888.
- Siège le Langres (936). Le conflit entre Hugues le Grand et Hugues le Noir. Ce premier seigneur voulant mettre la main sur la Bourgogne, prit le Bassigny sans difficulté, et assiégea Langres (936). Le comté revint pour peu de temps à Hugues le Noir à la suite d'un traité de paix, mais la lutte reprit et Hugues le Grand finit par obtenir le duché.
- Sièges de Laon 988-991. Guerre entre les rois Hugues Capet et Robert II le Pieux face à Charles de Lorraine, prétendant à la couronne de Francie occidentale.
- Bataille de Villeneuve-Saint-Georges 1034[29]. Guerre de Henri Ier contre sa mère Constance, qui, voulant donner la couronne à Robert, s’est alliée aux comtes d’Anjou et de Champagne et plusieurs feudataires du duché de France.Guerre de Henri Ier contre sa mère Constance, qui, voulant donner la couronne à Robert, s’est alliée aux comtes d’Anjou et de Champagne et plusieurs feudataires du duché de France.
- 1034 : Guerre entre Henri Ier et Eudes II, comte de Champagne.
- En décembre 1142, l'ost royal menée par Louis VII envahit la Champagne. En janvier 1143, au cours de l'attaque du village de Vitry-en-Perthois, plus d'un millier d'habitants moururent dans l'incendie de l'église où ils s'étaient réfugiés, événement dont le remords fut l'une des raisons qui poussèrent le roi de France à lancer la deuxième croisade[30].
- La guerre de succession de Champagne est un conflit qui opposa au XIIIe siècle deux nobles champenois, partagea la noblesse champenoise et déborda sur les duchés frontaliers.
- Le siège de Rethel est un épisode de la guerre civile entre Armagnacs et Bourguignons. En 1411, Pierre de Bréban, comte de Namur et partisan armagnac, vient pour capturer la ville de Philippe de Bourgogne.
- Siège de Meaux (1358). Le 9 juin 1358, au cours de la Grande Jacquerie, plusieurs centaines de paysans révoltés entreprennent le siège de la forteresse du Marché à Meaux où était réfugiée Jeanne de Bourbon, l'épouse du Dauphin Charles, en compagnie de plusieurs autres nobles dames. Le comte de Foix, Gaston Fébus, et le captal de Buch, Jean de Grailly, mettent fin aux exactions des révoltés et délivrent les princesses. Parce que le maire de Meaux, Jacques Soulas, avait laissé entrer les révoltés, ce dernier est décapité puis sa ville incendiée.
- Bataille de Nogent-sur-Seine. Le 23 juin 1359, une bataille eut lieu près de Nogent-sur-Seine entre l'évêque de Troyes Henri de Poitiers et les Anglo-Navarrais dirigés par Eustache D'Abrichecourt. Ce dernier en sortira perdant.
- La chevauchée d’Édouard III de 1359-1360 est un épisode de la guerre de Cent Ans mené par le roi d'Angleterre Édouard III. Elle fait suite au rejet du traité de Londres par les États généraux du royaume de France. En conséquence, Édouard III décide d'organiser une expédition militaire afin de gagner par la force ce qu'il n'a pu obtenir par la diplomatie. Le 28 octobre 1359, Édouard débarque à Calais et s'avance vers Reims, où il espère y être couronné roi de France. La résistance des Rémois l'empêche de concrétiser son vœu. Édouard III poursuit alors sa route en Bourgogne avant d'assiéger sans succès Paris. Il est alors contraint d'accepter le 8 mai 1360 le traité de Brétigny avec la France. Ce traité est moins coûteux à la France que celui de Londres : Édouard acquiert la totalité de l'Aquitaine mais renonce à la couronne de France.
- Le siège de Reims est un épisode de la chevauchée d'Édouard III de 1359 et 1360 durant la guerre de Cent Ans. L'attaque débute au début du mois de décembre mais est abandonnée par Édouard III, dépourvu de matériel de siège, le 11 janvier 1360.
- Le siège de Montereau-Fault-Yonne se déroule du 16 juin au 1er juillet 1420, durant la guerre de Cent Ans.
- Le siège de Meaux se déroule du 6 octobre 1421 au 10 mai 1422, durant la guerre de Cent Ans.
- Chevauchée vers Reims. Une fois le siège d'Orléans levé et après la bataille de Patay, l'étau anglo-bourguignon est desserré. Jeanne d'Arc convainc le dauphin Charles d’aller se faire sacrer à Reims. Cette chevauchée au cœur du territoire contrôlé par les Bourguignons est couronnée de succès et donne à Charles VII le trône dont il avait été évincé par le traité de Troyes.
- Le siège de Saint-Dizier est un épisode de la neuvième guerre d'Italie qui eut lieu au cours de l'été 1544. Il inaugure l'invasion de la Champagne par les armées impériales de Charles Quint. L'empereur, qui vient de subir une cuisante défaite à Cérisoles dans le Piémont, ouvre un second front au nord de la France pour empêcher François Ier de reconquérir le Milanais. Il s'est assuré l'alliance de l'Angleterre, qui doit dépêcher un corps expéditionnaire en Picardie à l'automne.
- La bataille de Dormans eut lieu autour du village de Dormans, dans la Marne, plus précisément entre Tréloup et Verneuil, le 10 octobre 1575, au cours de la 5e guerre de Religion en France.
- le 19 mai 1643, la bataille de Rocroi, où l'armée de Champagne conduite par le comte d'Espénan, l'armée de Bourgogne conduite par le maréchal de La Meilleraye et l'armée de Picardie du duc d'Enghien repoussent l'invasion de l'armée de Flandres du général espagnol de Melo ;
- le 20 septembre 1792, la bataille de Valmy, où les généraux Dumouriez et Kellermann arrêtent l'armée prussienne en achetant son général, le duc de Brunswick, permettant le développement ultérieur de la Révolution ;
- 27 janvier 1814, le combat de Saint-Dizier, ou première bataille de Saint-Dizier, au début de la campagne de France de 1814. La cavalerie du général Milhaud y défait la cavalerie russe du corps de Sacken, commandée par le général Lanskoï;
- 29 janvier 1814, la bataille de Brienne-le-Château (Aube), lors de la campagne de France et vit la victoire de l'armée française de Napoléon Ier sur les troupes prussiennes du général Blücher ;
- 1er février 1814, la bataille de La Rothière, également appelée bataille de Brienne par les Russes et les Allemands, entre une armée française dirigée par Napoléon, et une armée prussienne de 170 000 hommes commandée par Gebhard von Blücher.
- La bataille de Champaubert est une des batailles de la campagne de France, liée à la Sixième Coalition, qui se déroule de fin décembre 1813 à avril 1814 et durant laquelle Napoléon Ier tente d'arrêter l'invasion de la France et conserver son trône. Malgré plusieurs victoires, dont celle de Champaubert, et après l'entrée des troupes prussiennes et russes dans Paris, l'empereur abdique le 6 avril 1814 et part en exil à l'île d'Elbe. La bataille de Champaubert s’est déroulée le 10 février 1814. Elle s’est soldée par une victoire des troupes de Napoléon Ier commandées par le maréchal Marmont, sur les Russes commandés par le général Olsoufiev. Cet épisode fait partie des événements de la campagne des Six-Jours.
- La bataille de Montmirail se déroule le 11 février 1814 lors de la campagne de France. Elle oppose l'armée française de Napoléon Ier aux troupes russes du général Osten-Sacken et prussiennes du général Ludwig Yorck von Wartenburg. L'affrontement se solde par une victoire française.
- La bataille de Château-Thierry eut lieu le 12 février 1814 entre l'armée prussienne et les armées françaises.
- La bataille de Vauchamps (à l'est de Montmirail) eut lieu le 14 février 1814 lors de la Campagne de France et vit la victoire de l'armée française et de Napoléon Ier sur les troupes prussiennes du général Gebhard von Blücher.
- La bataille de Bar-sur-Aube eut lieu le 27 février 1814 à Bar-sur-Aube, entre les armées françaises et autrichiennes. Les Français étaient commandés par Étienne Jacques Joseph Macdonald, alors que les Autrichiens et leurs alliés bavarois et russes étaient sous les ordres du prince Karl Philipp de Schwarzenberg. La bataille se termina sur une victoire de la coalition.
- Bataille de Laubressel a eu lieu le 3 mars 1814 et a vu la principale armée coalisée du maréchal Charles Philippe, prince de Schwarzenberg monter une attaque convergente à trois volets sur l'armée plus faible du maréchal Etienne MacDonald. Les forces françaises dirigées par le maréchal Nicolas Oudinot ont subi le poids des combats, au cours desquels les coalisés ont tenté de tourner leur flanc gauche. Les Français ont abandonné Troyes et se sont retirés vers l'ouest à la suite de l'action.
- La bataille de Reims eut lieu le 13 mars 1814, entre les troupes françaises et les troupes russes et prussiennes, durant la campagne de France de 1814. Les Français conduits par Napoléon furent victorieux.
- La bataille d’Arcis-sur-Aube a lieu les 20 et 21 mars 1814, entre une armée française commandée par Napoléon Ier et une armée autrichienne commandée par Schwartzenberg.
- La bataille de Fère-Champenoise, qui s'est déroulée le 25 mars 1814, a opposé l'armée française de Napoléon Ier et les armées de la Sixième Coalition durant la campagne de France (1814). La bataille se solde par la défaite de l'armée française et ouvre aux troupes alliées la route de Paris.
- La deuxième bataille de Saint-Dizier a eu lieu le 26 mars 1814 à Saint-Dizier lors de la campagne de France. Elle s'est soldée par la victoire des troupes françaises commandées par Napoléon Ier sur les troupes russes dirigées par le général baron Ferdinand von Wintzingerode.
- La bataille de Sedan a eu lieu le 1er septembre 1870, durant la guerre franco-prussienne. S'opposèrent à l'issue de cette dernière l'armée française (l'Armée de Châlons), forte de 120 000 hommes et de 560 canons commandée par l'empereur Napoléon III, à l'armée prussienne sous le commandement du futur Kaiser (Guillaume Ier de Prusse), forte de 200 000 hommes et de 780 canons. Ce fut une victoire décisive des forces prussiennes, l'Empereur ayant lui-même été fait prisonnier, mettant fin à la guerre en faveur de la Prusse et de ses alliés (la Bavière notamment), bien que le combat continuât sous la nouvelle République. L'armée française, commandée par Napoléon III et Patrice de Mac-Mahon, tentait vainement de lever le siège de Metz, mais elle fut interceptée par l'armée prussienne stationnée en Meuse et fut défaite à la bataille de Beaumont. L'armée de la Meuse et la Troisième Armée Prussienne du Feld-Marschall Helmuth von Moltke, accompagné par le roi Guillaume de Prusse et le Chancelier Otto von Bismarck, firent jonction et encerclèrent les restes de l'armée française à Sedan. Mac-Mahon avait été blessé durant les affrontements et le commandement fut assuré par Auguste-Alexandre Ducrot.
- La bataille des Ardennes, divisée pour les Allemands entre la Schlacht bei Longwy (de) (bataille de Longwy) et la Schlacht bei Neufchâteau (de) (bataille de Neufchâteau), est une des batailles d'ouverture de la Première Guerre mondiale. Elle se déroule du 21 au 23 août 1914 entre l'Armée impériale allemande et les forces françaises, autour de Longwy et de Neufchâteau. Il s'agit d'un épisode de la bataille des Frontières. Pendant deux jours, les 3e et 4e armées françaises combattent les troupes allemandes, composées des 4e et 5e armées allemandes, avant que les forces françaises ne battent en retraite. Les deux armées allemandes formaient le centre de l'avance du plan Schlieffen prévu par les Allemands contre la France.
- Du 5 au 13 septembre 1914, la bataille de la Marne, théâtre de durs combats pendant la Première Guerre mondiale, avec le célèbre épisode des taxis de la Marne, où Joffre arrêta l'offensive allemande aux portes de Paris ;
- La bataille de Champagne, par rétronymie première bataille de Champagne est une offensive des armées françaises contre les armées allemandes en région Champagne lors de la Première Guerre mondiale. L'offensive commence le 14 décembre 1914 et se poursuit jusqu'au 17 mars 1915.
- La seconde bataille de Champagne oppose, du 25 septembre 1915 au 9 octobre 1915, les troupes françaises et les troupes allemandes dans la province de Champagne en France. La préparation d'artillerie commence le 22 septembre 1915.
- La bataille des monts de Champagne est un épisode de la Première Guerre mondiale qui se déroule du 17 avril au 20 mai 1917, elle est contemporaine de la bataille du Chemin des Dames. Elle est parfois désignée troisième bataille de Champagne.
- La quatrième bataille de Champagne, (en allemand, « Friedensturm »), est une bataille qui s'est déroulée principalement du 15 au 18 juillet 1918, dans le Nord-Est de la France, vers la fin de la Première Guerre mondiale. Elle constitue la dernière grande offensive allemande sur le front occidental. L'OHL se fixe, avec cette offensive, de conquérir de meilleures positions défensives, propices à stopper les attaques alliées. Lancée le 15 juillet 1918 avec une gigantesque préparation d'artillerie, cette offensive échoue dès le premier jour, tandis qu'une attaque de flanc, menée par les alliés à partir du 18 juillet, remet en cause les capacités offensives des unités rassemblées par le commandement allemand au début du mois de juillet.
- du 27 mai au 6 août 1918 : seconde bataille de la Marne.
- La bataille de Monthermé est livrée entre l'Armée française et les Allemands du 13 au 15 mai 1940 pour le contrôle de Monthermé et de ses environs dans la région de Champagne-Ardenne en France au début de la campagne de France pendant la Seconde Guerre mondiale.
- La bataille de Givet est livrée entre l'Armée française et les Allemands du 13 au 14 mai 1940 pour le contrôle de Givet située sur la Meuse, simultanément avec la percée de Sedan, qui représente l'axe principal de l'offensive allemande, et la bataille de Monthermé-Dinant, au début de la campagne de France.
- Le combat de La Horgne est livré le 15 mai 1940, pendant la bataille de France, entre les forces allemandes et françaises. Au cours de ce combat, la 3e brigade de spahis affronte dans le village de La Horgne un bataillon d’infanterie motorisée renforcé de chars, appartenant à la 1re Panzerdivision allemande.
- La bataille de Stonne, opposant Allemands aux Français et se déroulant du 15 mai 1940 au 27 mai 1940, est une des plus importantes batailles de la campagne de l'ouest. Pendant plusieurs jours, l'infanterie et les blindés des deux camps s'affrontent, avec de lourdes pertes, pour le contrôle du village de Stonne et de la ligne de crête sur laquelle il est situé. Dominant en hauteur la tête de pont allemande de Sedan au nord, une attaque française depuis cette ligne aurait pu déboucher contre elle et menacer ainsi la progression des Allemands vers la Manche. Parfois évoqué comme le « Verdun de 1940 », les attaques françaises à Stonne furent considérées comme les plus dangereuses de la campagne de l'ouest, le village en lui-même changera de camp dix-sept fois. Apparent succès défensif pour les Français, c'est une victoire opérationnelle des Allemands qui écartent la menace sur le flanc de leur axe d'attaque principal, dont la direction réelle a aussi été masquée un temps aux Français par la bataille.
- La bataille des Ardennes est le nom donné à l'ensemble des opérations militaires qui se sont déroulées en Ardennes pendant l'hiver 1944-1945. Le théâtre des opérations se déroule presque exclusivement en Belgique orientale, principalement en Ardenne belge avec, pour objectif final, la reconquête du port d'Anvers, mais l'offensive allemande sera stoppée avant même d'atteindre la Meuse. La bataille commence le 16 décembre 1944 par une attaque surprise allemande, à laquelle on a donné le nom d'« offensive von Rundstedt ». Le Generalfeldmarschall von Rundstedt y était opposé : il estimait que l'objectif était trop ambitieux. Les Allemands l'appellent opération Wacht am Rhein (en référence au tableau de Lorenz Clasen et de la célèbre chanson), et les Anglo-Américains Battle of the Bulge (la « bataille du Saillant ») prenant en considération la forme de « coin » que la ligne de front avait prise lorsque la pénétration allemande fut arrêtée. La bataille des Ardennes se termine fin janvier 1945, après le refoulement des Allemands au-delà de leur ligne de départ.